# 貝思

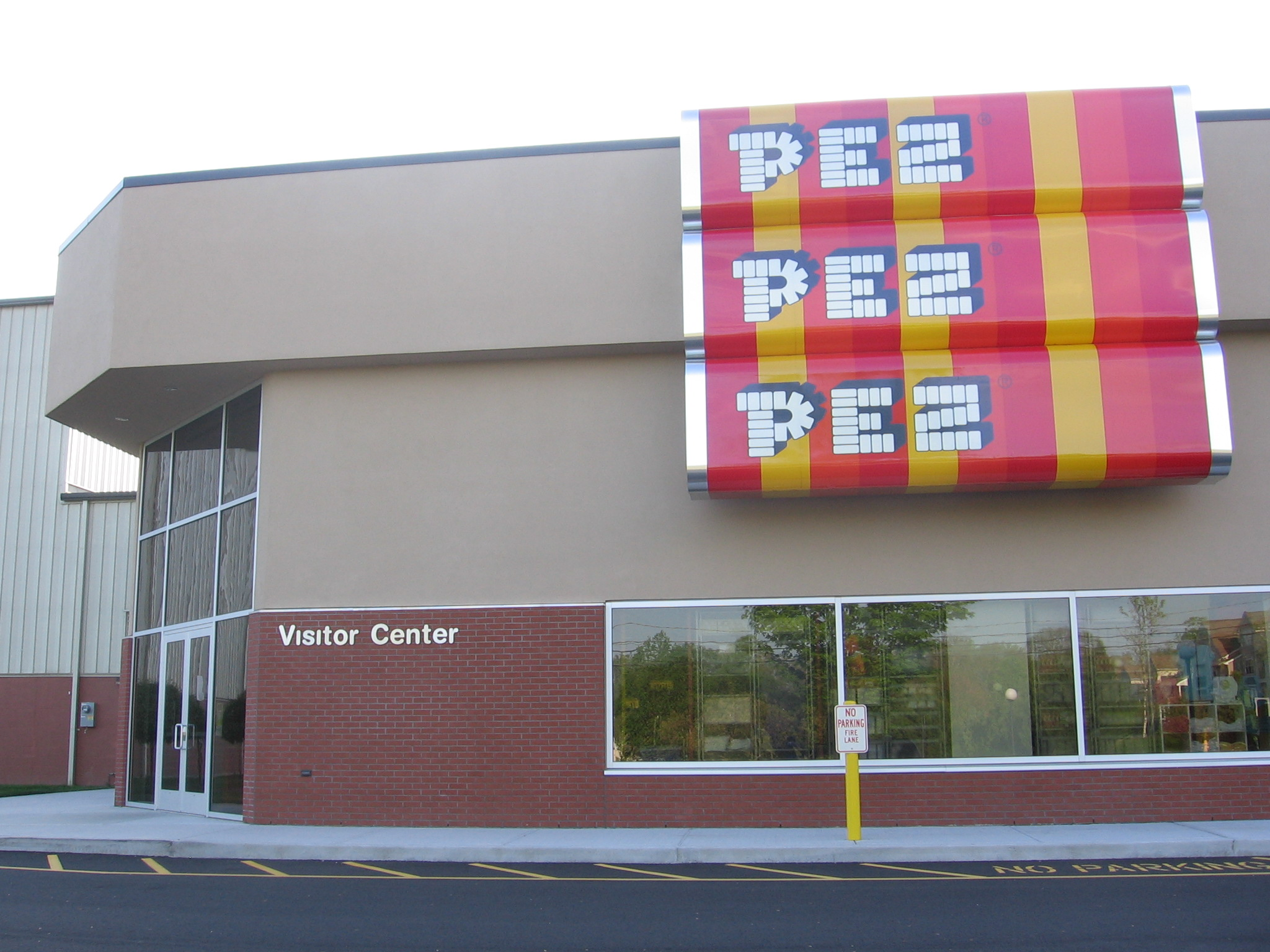
牆上為巨大化的貝思糖果盒造型招牌。位於貝思的遊客中心。

貝思（英語 /pɛz/，德語：[peːts]；字體風格：PEZ），是奧地利一家專門生產糖果和手動糖果分配器的公司。貝思糖果於1927年由奧地利人愛德華·哈斯發明，為一種「薄荷口味的糖果」，最初主要是為了幫助成年人戒菸而上市。貝思是由德文的薄荷：「Pfefferminz」縮寫而來。

## 商品

### 糖果
該公司生產之糖果外型為一個直邊、彎角的乾燥方塊，長15毫米、寬8毫米，高5毫米。

### 糖果分配器
最初的糖果以罐頭為包裝，接著改進成側面有「貝思」標誌浮凸的直方形金屬盒，造型很類似打火機，沒有角色頭像，帶有輪廓分明的翻蓋，用於裝配糖果。它們在現在稱為「常規」。
至於有玩偶角色頭的分配器於1950年代問世並獲得全球專利。特色的塑膠製糖果盒具有數千種變化。

### 貝思自動販賣機
從20世紀50年代到80年代，有3萬6000台貝思自動販賣機在奧地利和德國裝設、流通。
這些機器不僅促進了貝思糖果的銷售，而且還充當了一種廣告牌，提高了品牌的知名度和曝光度。

## 歷史
1927年世界上第一個貝思糖果被發明，其包裝的形狀為圓形，稱為「PEZ Drop」。 發明者愛德華·哈斯銷售貝斯糖果作為香菸的替代品，瞄準試圖戒菸的成人。哈斯是反對吸煙的堅決擁護者。他認為，戒菸者需要某種替代物來代替叼在嘴裡的菸，近似今天人們用口香糖幫助戒菸的概念一樣。他提出「禁止吸煙，合法PEZing」的口號，將吃糖果作為解決方案。隨著時間的流逝，新的製造工藝不斷發展，糖果已形成了如今已知的硬磚壓形狀。產品包裝也從包裹糖果的紙捲演變成錫罐、塑膠製分配器來盛裝貝思糖果。
1935年，貝思在捷克斯洛伐克建立了新的糖果工廠，以大規模生產糖果。
1948年，愛德華·哈斯借助發明家 Oscar Uxa 申請了一種用於分配糖果片的小型機械盒專利。1949年，第一台貝思的手動糖果分配器在維也納貿易博覽會上正式發表。初版的分配器可容納與今天相同數量的糖果片（12）。這是一種更衛生、方便分享糖果的方式，分配器的造型設計甚至相似於打火機。
1952年，貝思首次開始在美國銷售，總部設於紐約市。所有出售的商品都是從歐洲進口來的。但很快就發現貝思糖果片在美國的銷售遇到瓶頸，濃烈的薄荷味在剛開始不受歡迎，所以貝思試圖找到擴張市場和年齡層的方法。為吸引更多兒童客群購買，貝思推出了水果口味的糖果和主題分配器，如：聖誕老人、機器人和太空槍 (1956)。
1952年12月2日，貝思獲得第一個在美國的分配器專利號：2620061。 
1957年，貝思在分配器的頂部增加了三維立體字。萬聖節女巫在1957年成為第一個傳統的角色頭分配器，而「大力水手」在1958年成為第一個獲得第三方公司許可販售、設計成分配器的角色。
1960年代，貝思繼續透過包裝和多邊形裁切為分配器帶來新的花樣。研發了一些特殊和不尋常的糖果口味，例如甘草、花朵和葉綠素。並推出「貝思好朋友」系列糖果盒。
1962年，貝思與迪士尼簽署合約，並成功發行了第一個迪士尼所屬的卡通人物玩偶頭：米老鼠及唐老鴨。貝思的優勢是取得卡通人物的授權以製造糖果盒的玩偶頭。
日本在1972年由森永製菓发售。
1973年，美國貝思增長到了除了能分銷外，已達到能開始在美國生產糖果的程度。貝思於1973年11月19日在康涅狄格州奧蘭治的新倉庫/工廠破土動工。1978年，貝思推出了可互換的橡膠頭糖果分配器。 
1984年，歐洲貝思在分配器底座增加了幫助直立放置的小凸耳。此功能於1987年在美國引入。
1990年代初期，隨著貝思糖果盒收藏家的日益普及，有史以來第一次貝思收藏家大會在1991年6月15日在俄亥俄州的門托舉行。有來自美國、加拿大、歐洲和日本的收藏家，驗證收藏貝思產品已成為了國際現象。 
1993年，《福布斯》雜誌的封面刊登了貝思；而紐約著名的佳士得拍賣會則舉行了有史以來第一場以貝思為主題的流行文化拍賣會。
貝思每年約生產7000萬個糖果分配器和50億顆糖果，已設計了1500種以上不同的造型糖果分配器，並銷售到全球90多個國家/地區。

## 專利
「Pez，Inc.」已申請並擁有了多項與貝思糖果分配器有關的專利。
| 在美國的專利          | 年份 | 說明                                     |
| --------------------- | ---- | ---------------------------------------- |
| 美國專利第2,620,061号 | 1952 | 袖珍物品分配容器; 貝思糖果盒的一項專利。 |
| 美國專利第3,410,455号 | 1968 | 糖果片分配裝置。                         |
| 美國專利第3,845,882号 | 1974 | 彈簧籠，用於糖果片分配容器。             |
| 美國專利第3,942,683号 | 1976 | 糖果片分配裝置。                         |
| 美國專利第4,966,305号 | 1990 | 糖果片分配裝置。                         |
| 美國專利第5,984,285号 | 1999 | 塑膠彈簧。                               |
| 美國專利第7,523,841号 | 2009 | 用於存放和單獨分配糖果片的托盤。         |

## 註解
1. ↑  Pez Box Regular
2. ↑  Smoking prohibited, PEZing allowed
3. ↑  PEZ Pals

## 外部鏈結
- 官方网站